# بانکوک
بانکوک یا بانگکوک (به تایلندی: กรุงเทพมหานคร) (تلفظ: کرونگتِپ مهاناکُن یا به‌طور کوتاه: کرونگتِپ) پایتخت کشور تایلند است. این کلان‌شهر در مخروط‌افکنه رود چائو پرایا و در ناحیه تایلند مرکزی قرار دارد. بانکوک هر ساله دارای بیشترین تعداد گردشگر خارجی در مقایسه با دیگر شهرهای جهان است.

## جمعیت
جمعیت بانکوک در سال ۲۰۲۲ برابر با ۱۰٫۹ میلیون نفر برآورد شده‌است. پیش‌بینی شده‌است این جمعیت طی ۱۰ سال آینده به بیش از ۱۲ میلیون نفر برسد.

## نامگذاری
با این‌که به‌مدت دویست سال است که نام رسمی و محلی این شهر «کرونگتِپ» بوده‌است، ولی بیشتر خارجیان همواره از نام بانگکوک استفاده می‌کنند. مردم محل نام بانگکوک را برای یکی از مناطق این شهر به‌کار می‌برند.

## نام کامل

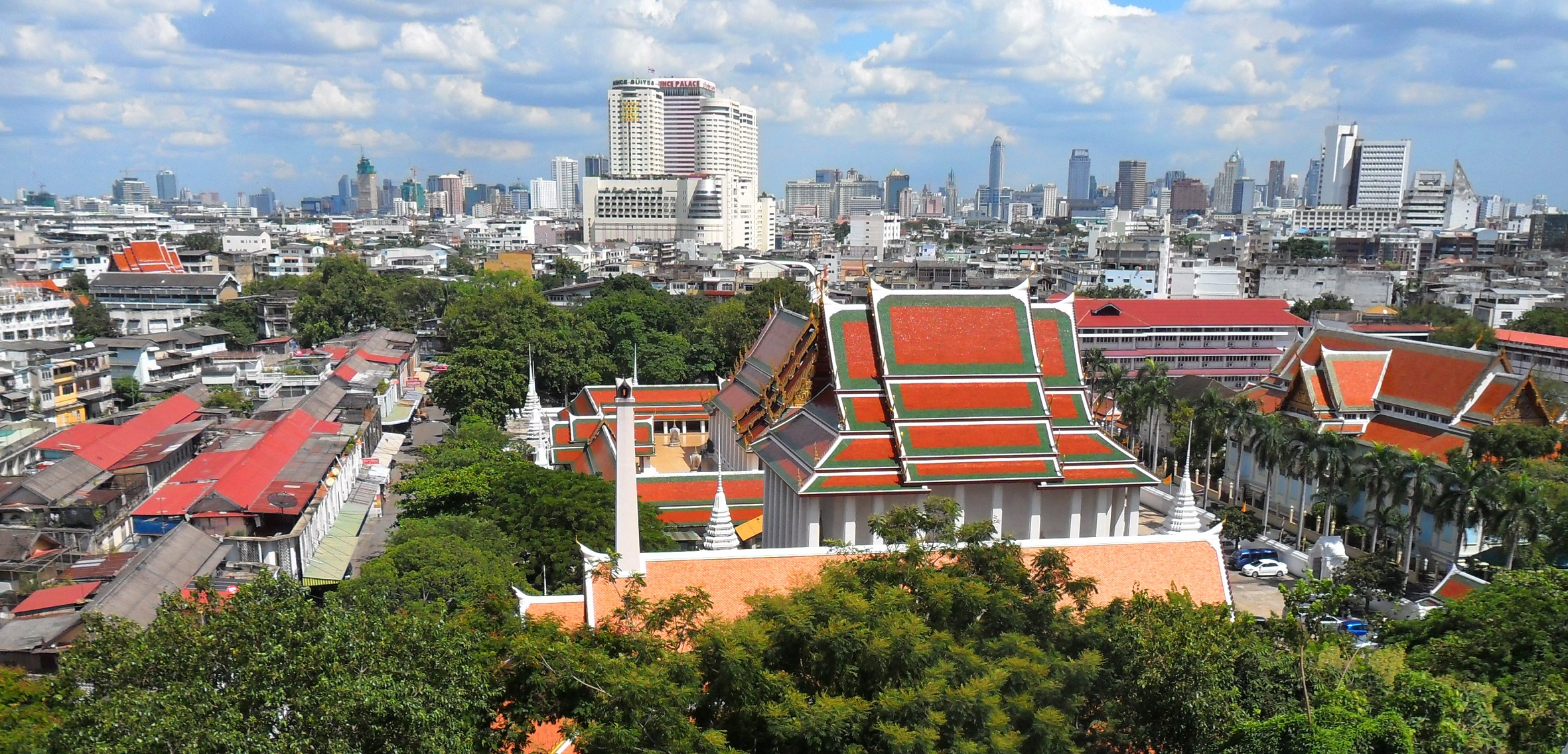
تصویر لانگ شات از شهر بانکوک

نام کامل شهر بانکوک، چنان‌که توسط پادشاه بودا یدفا چولالوکه (به انگلیسی: King Buddha Yodfa Chulaloke) تعیین شده‌است، به عنوان بلندترین نام یک مکان در دنیا در کتاب رکوردهای گینس ثبت شده‌است.
این نام که به صورت (انگلیسی: Krung Thep Mahanakhon Amon Rattanakosin Mahinthara Yuthaya Mahadilok Phop Noppharat Ratchathani Burirom Udomratchaniwet Mahasathan Amon Piman Awatan Sathit Sakkathattiya Witsanukam Prasit، تایلندی: รุงเทพมหานคร อมรรัตนโกสินทร์ มหินทรายุธยามหาดิลกภพ นพรัตน์ราชธานี บุรีรมย์อุดมราชนิเวศน์มหาสถาน อมรพิมานอวตารสถิต สักกะทัตติยะวิษณุกรรมประสิทธิ์,)(شنیدن تلفظ) نوشته و تلفظ می‌شود، با تلفیق دو زبان قدیمی پالی و سانسکریت ایجاد شده‌است.

## تقسیمات کشوری
کلانشهر بانکوک با مناطق پیرامون آن به عنوان پایتخت ملی شناخته می‌شوند و استان یا منطقه ویژه‌ای مستقل در کنار ۷۵ استان دیگر تایلند به حساب می‌آیند.

## مراکز تفریحی
- کاخ بزرگ
- بازار روی آب
- باغ وحش سافاری ورلد
- مزرعه تمساح‌ها
- معبد بودا

## مترو
متروی بانکوک در سال ۲۰۰۴ تأسیس شده و هم‌اکنون دارای ۲ خط و ۳۵ ایستگاه می‌باشد، همچنین بی‌تی‌اس اسکای‌ترین نیز به عنوان یک سیستم ترابری ریلی در سال ۱۹۹۹ با ۲ خط و ۳۴ ایستگاه به بهره‌برداری رسیده‌است.

## نگارخانه

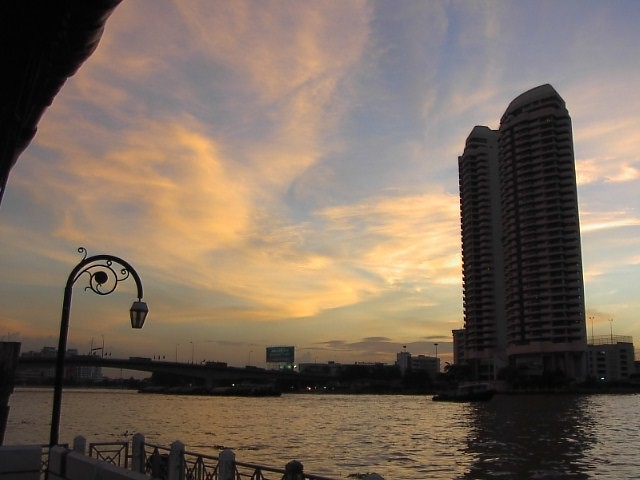
چشم‌انداز بانکوک از رودخانه چائو فرایا، ژوئیه ۲۰۰۴
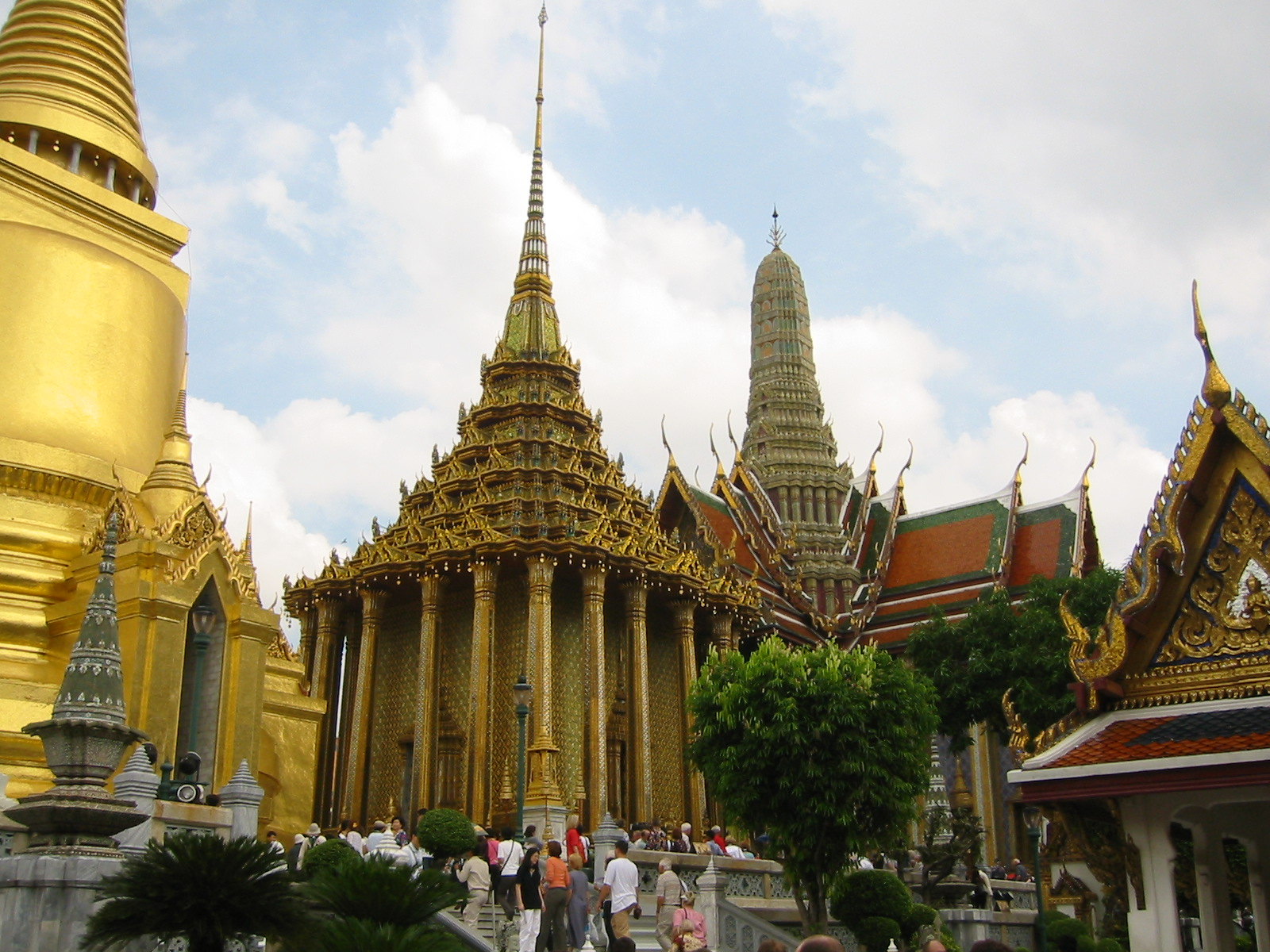
مجموعه نیایشی وات فرا کائو
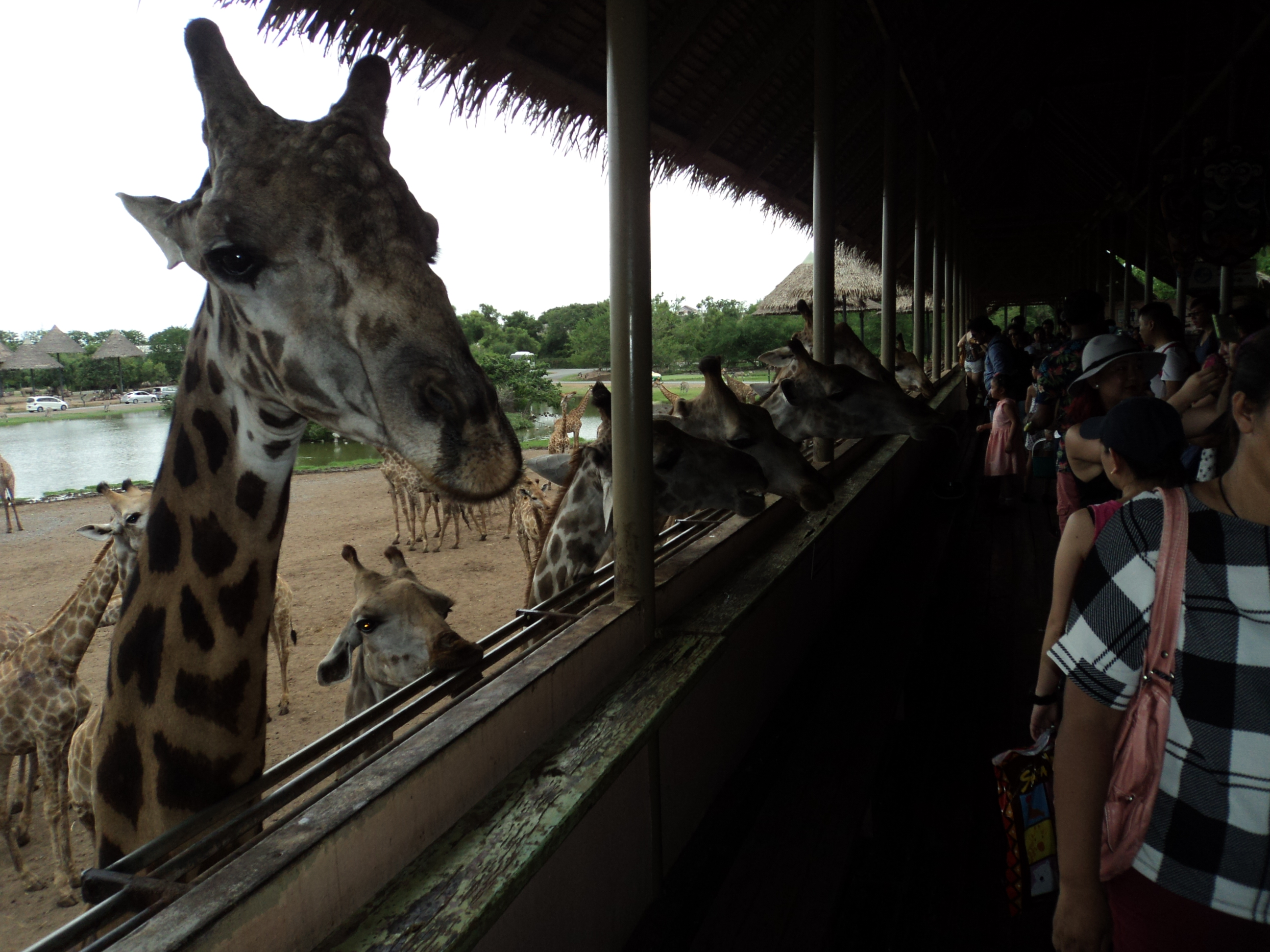
غذا دادن به زرافه‌ها در دنیای سافاری
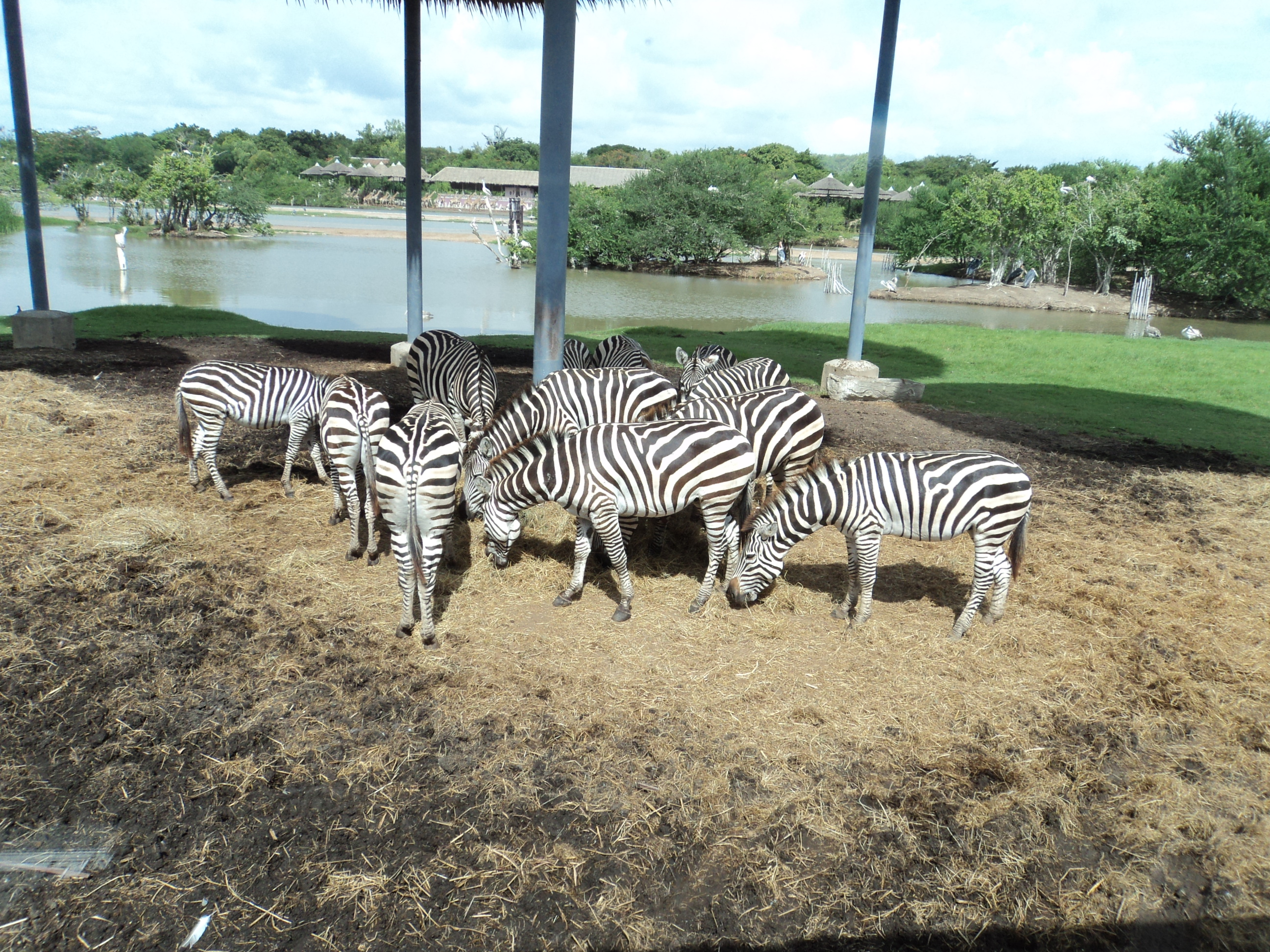
گورخرها در دنیای سافاری
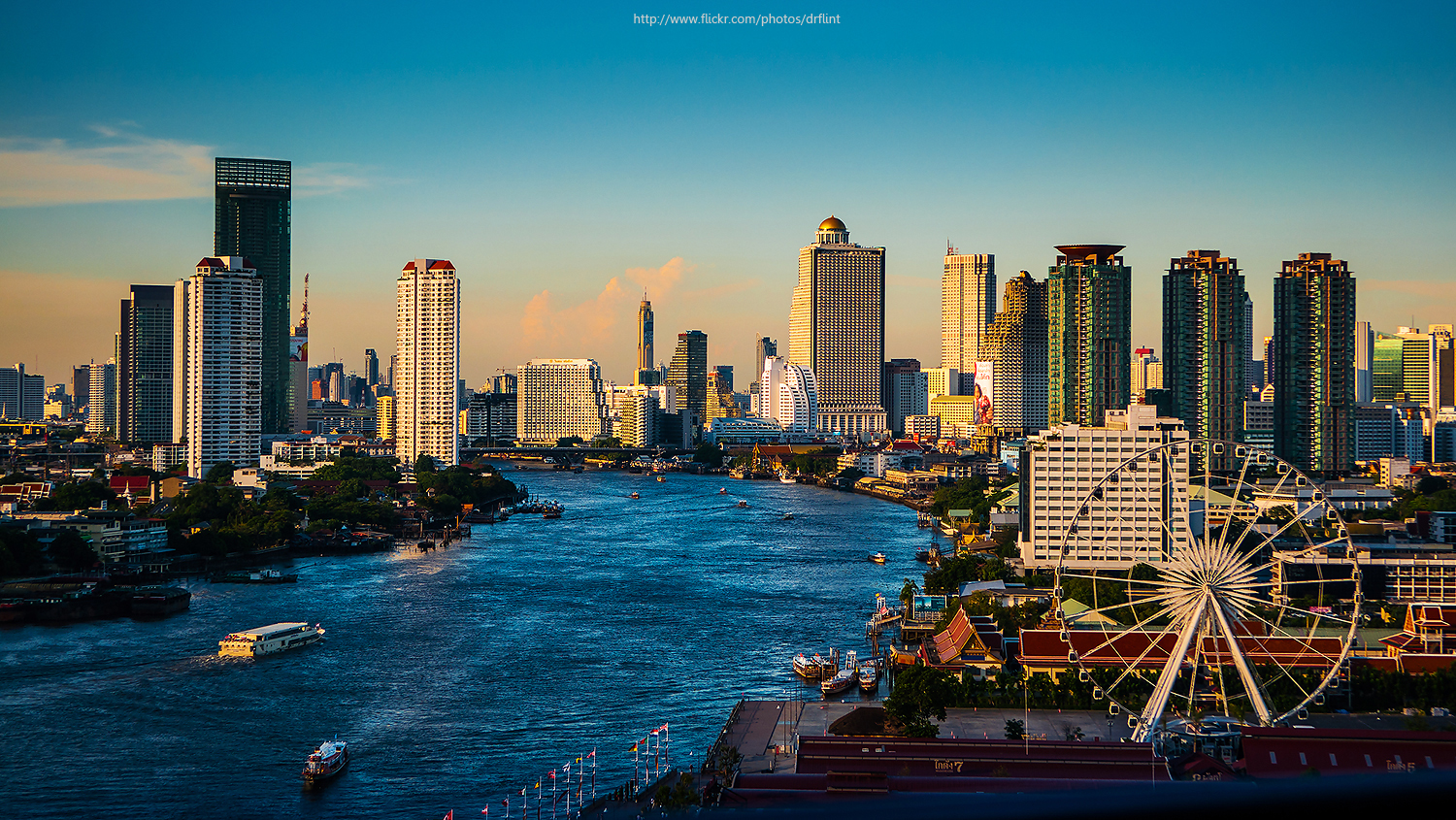
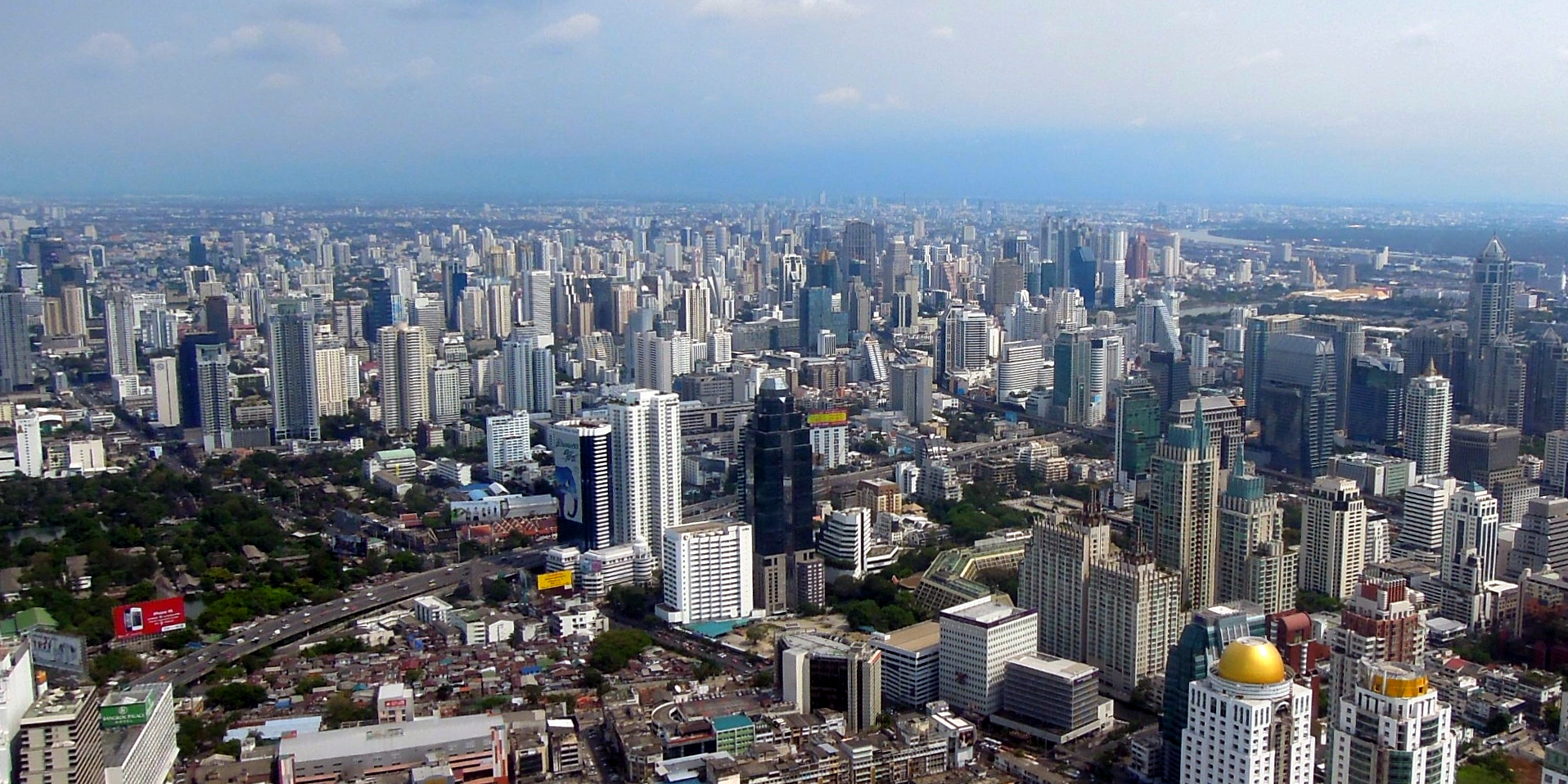
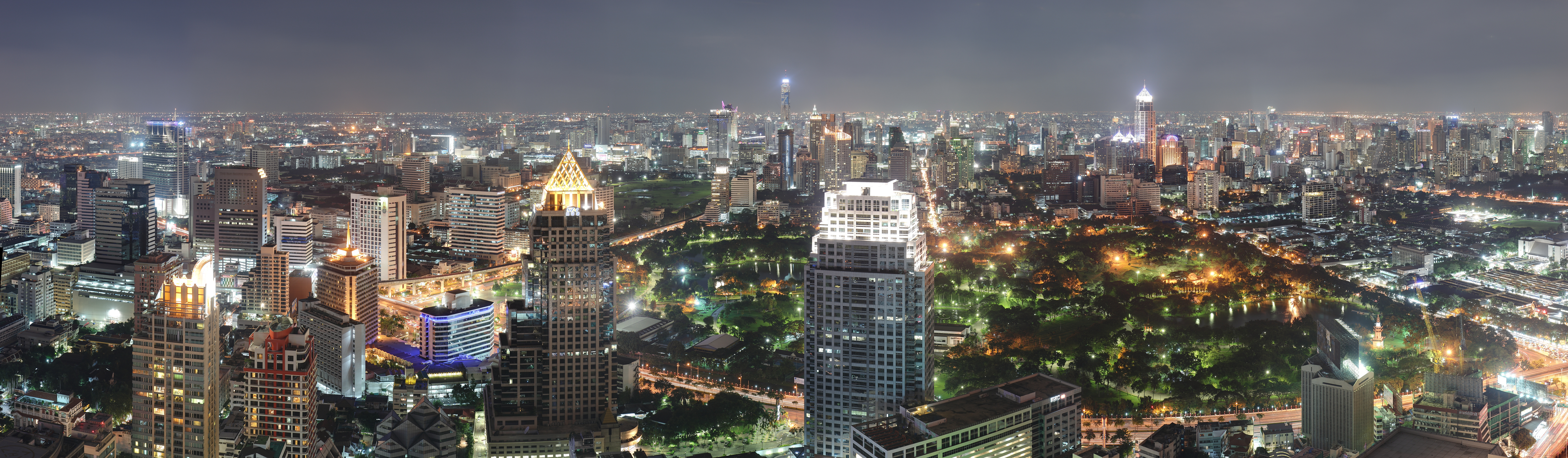
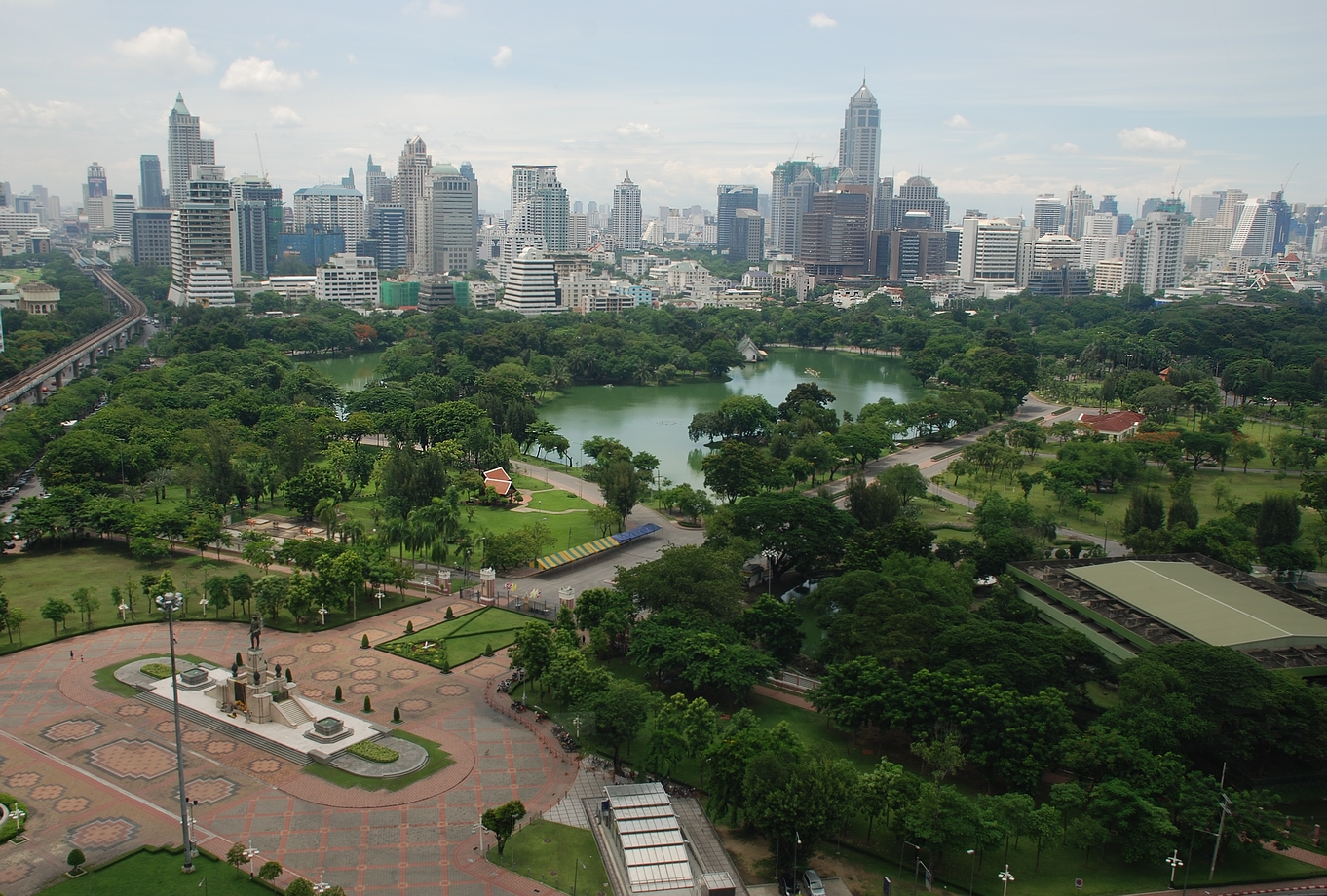
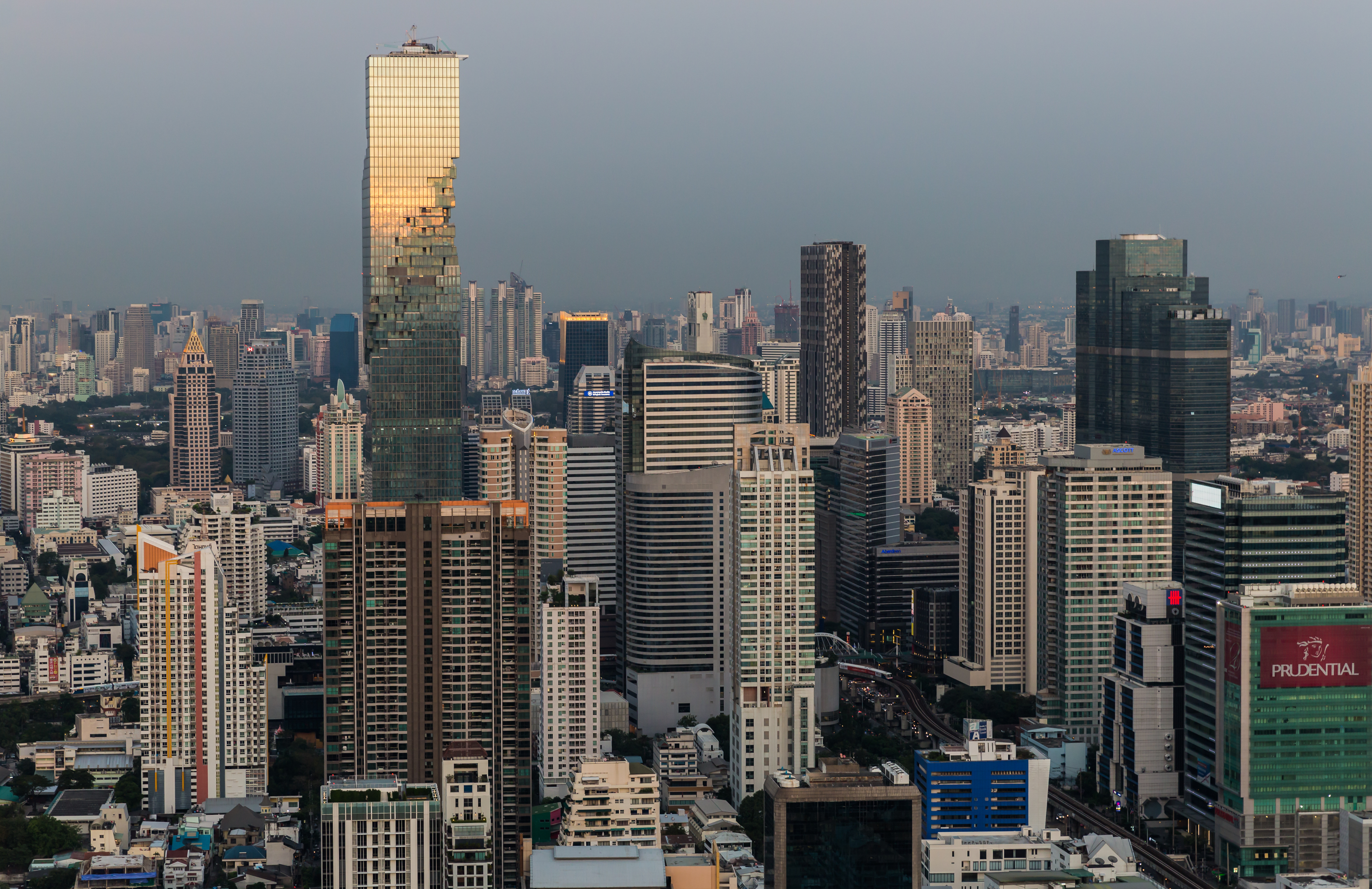
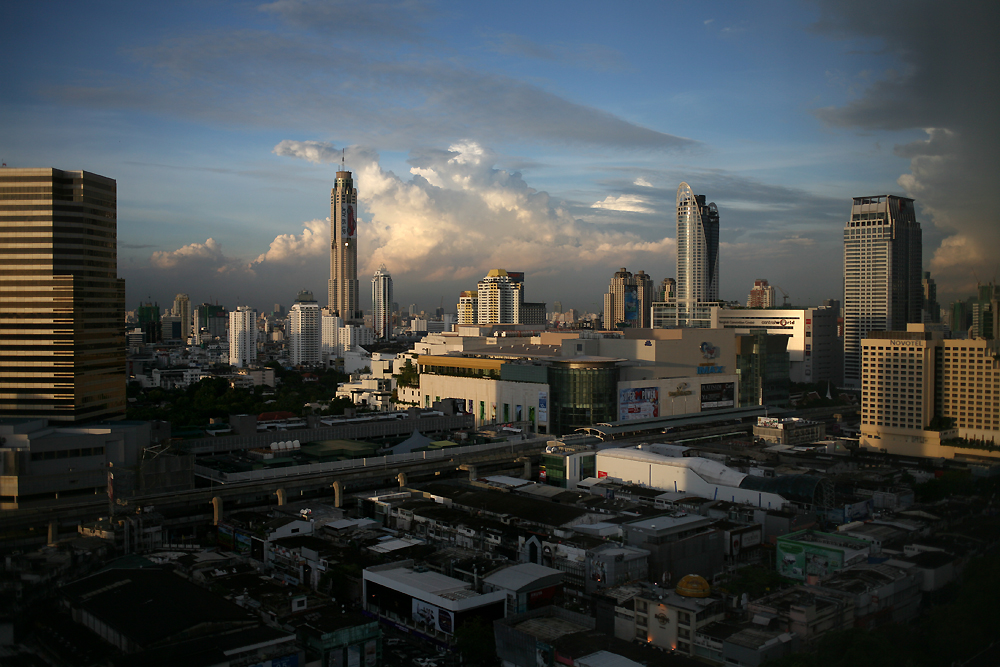
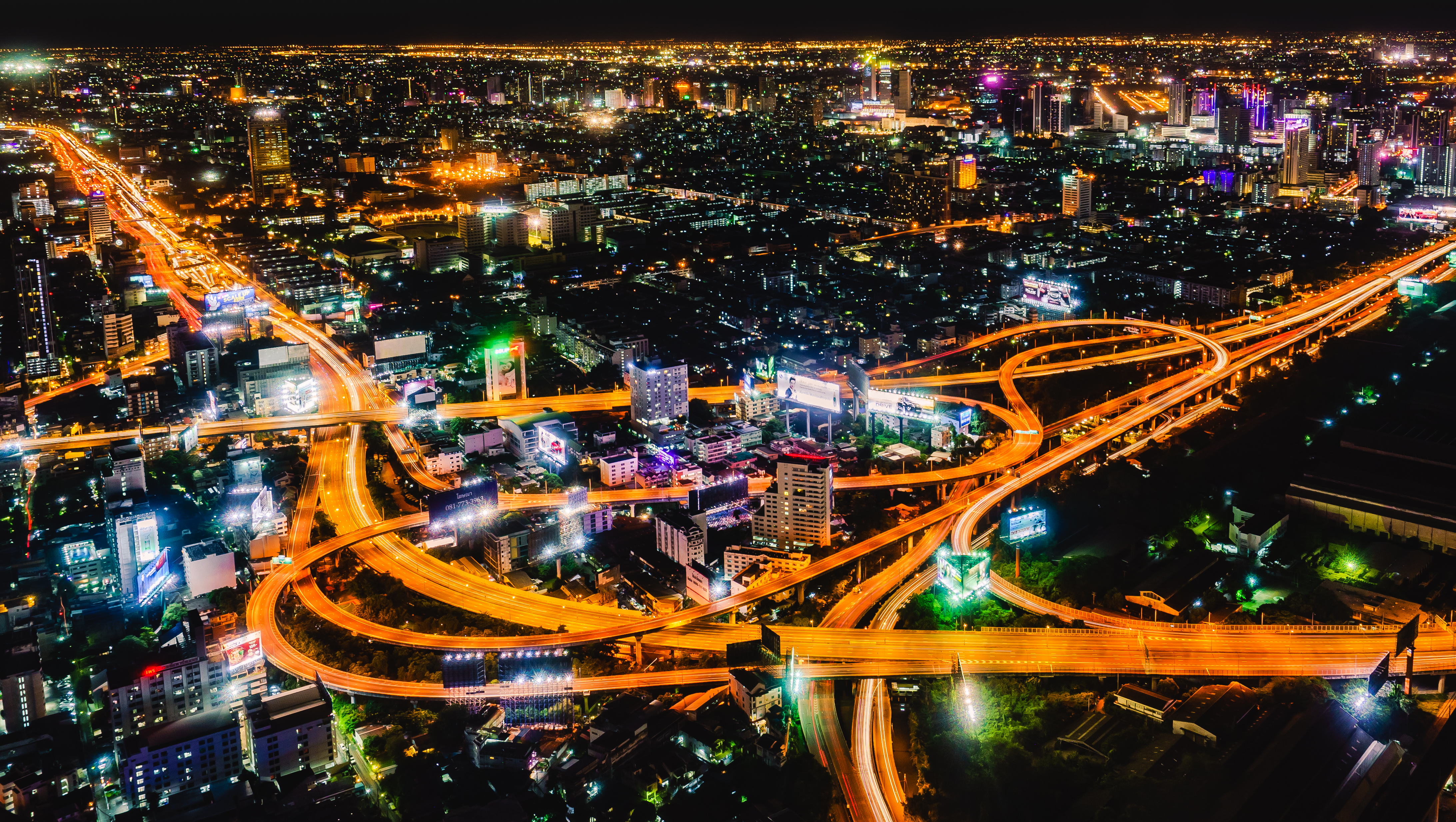
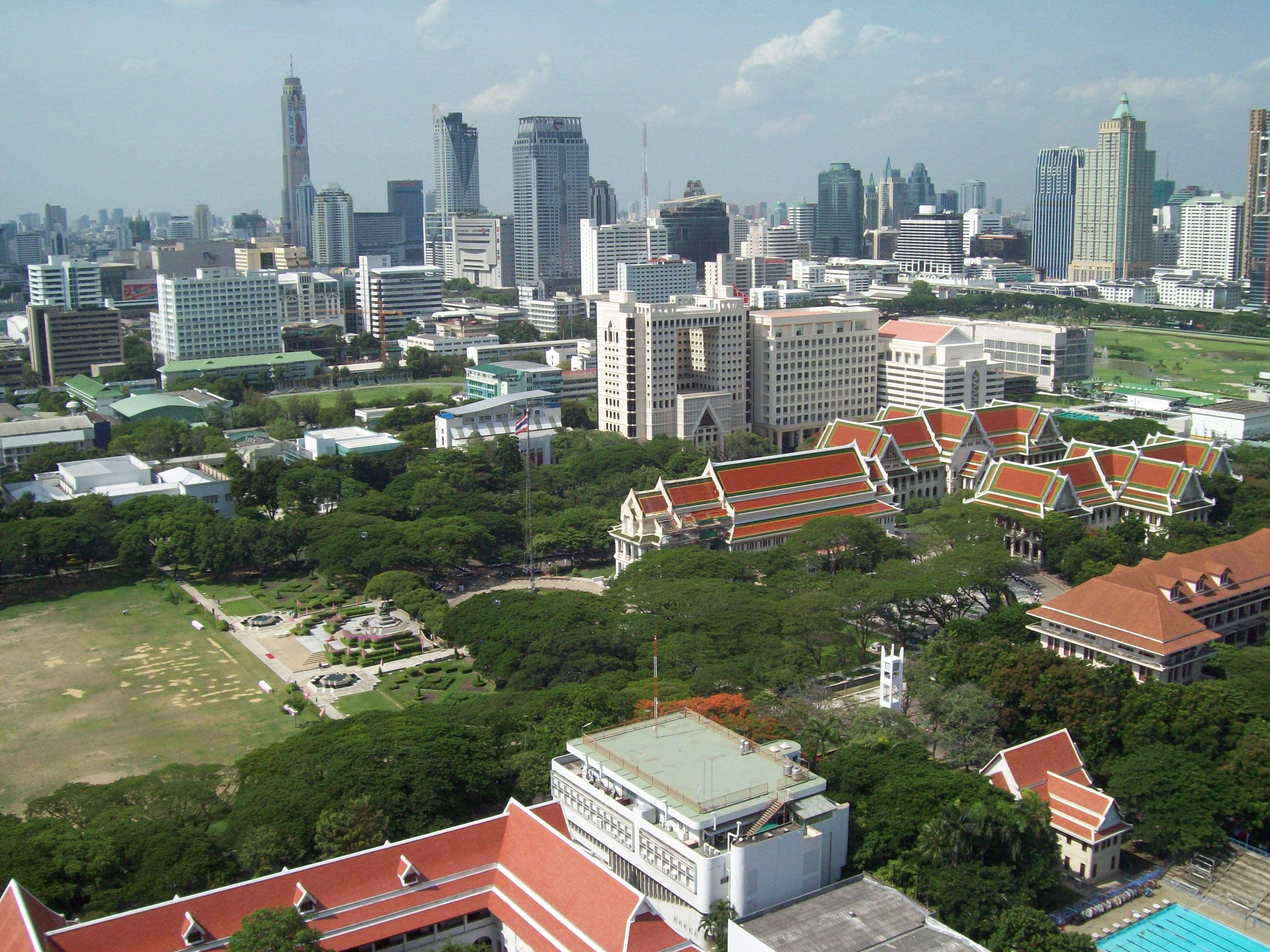
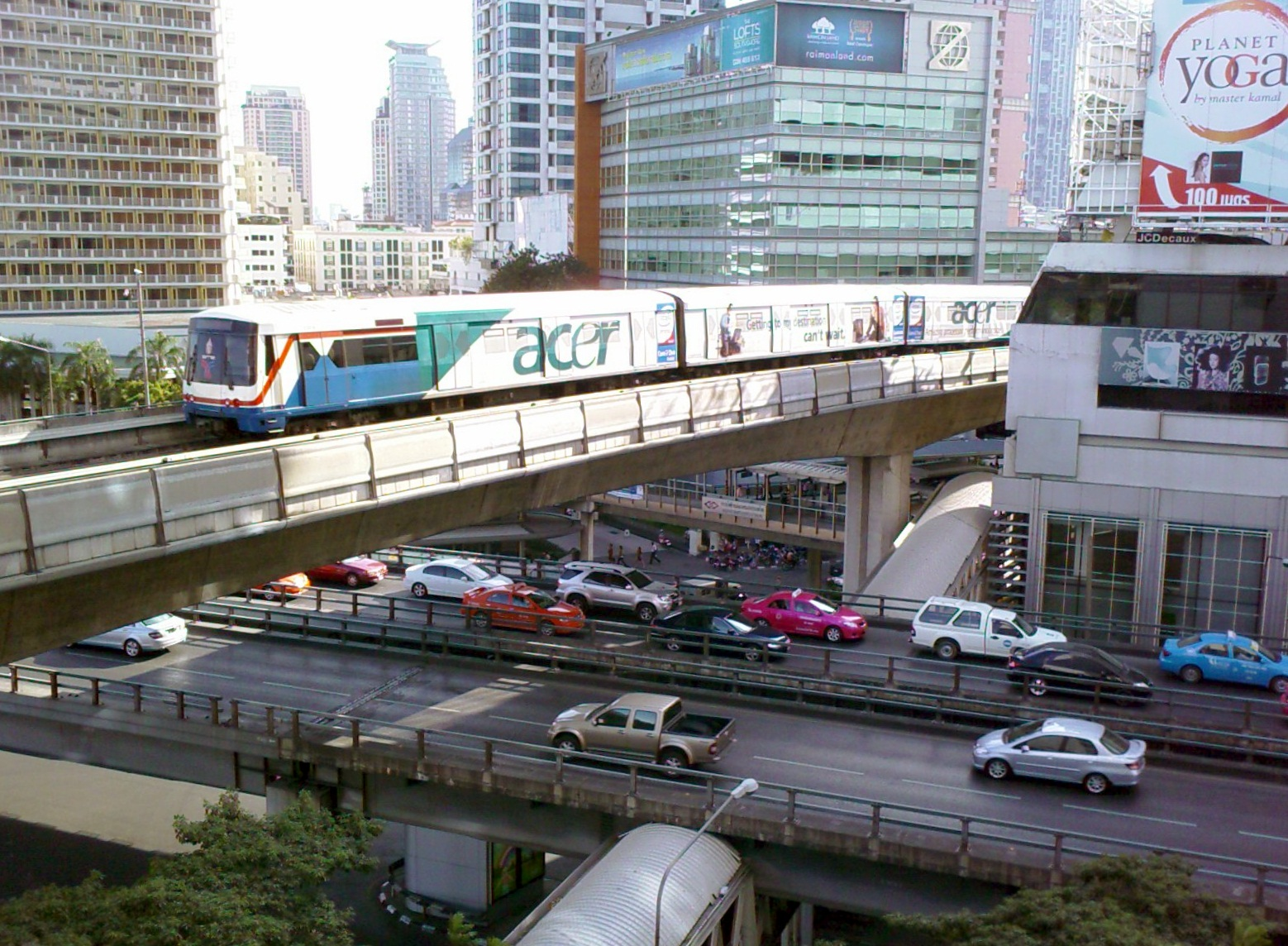
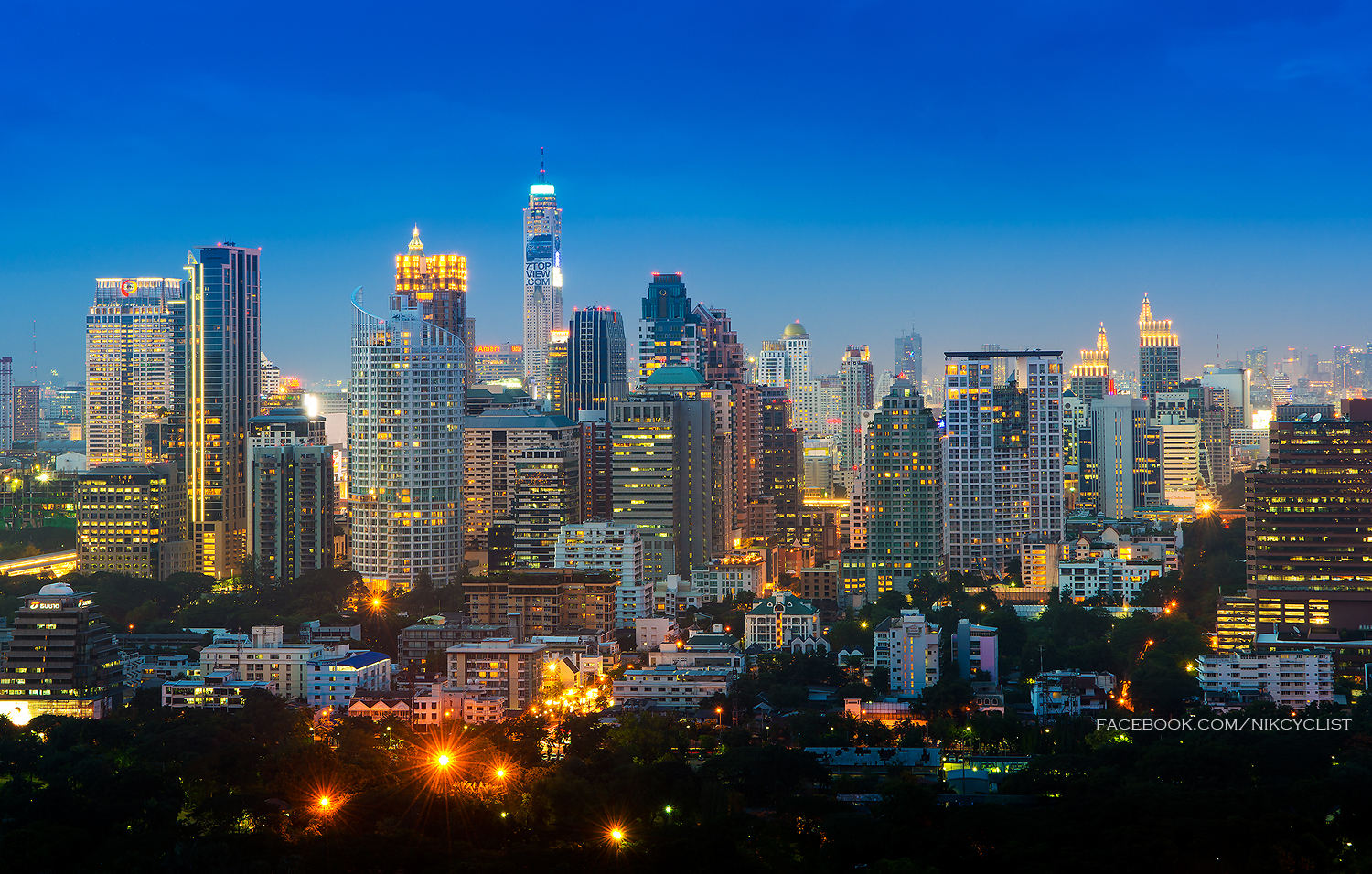